# 2 Smile Sensation
Albums de S/mileage
Warugaki 1
(2010)
Compilations par S/mileage
S/mileage Best Album Kanzenban 1
(2012)
Compilations par Angerme
Selection Album "Taiki Bansei"
(2015)
Singles
1. Suki yo, Junjō Hankōki
Sortie : 22 août 2012
2. Samui ne
Sortie : 28 novembre 2012
3. Tabidachi no Haru ga Kita
Sortie : 20 mars 2013

 2 Smile Sensation  (②スマイルセンセーション) est le deuxième album original du groupe de J-pop S/mileage, sorti en 2013.

## Présentation
L'album sort le 22 mai 2013 au Japon sur le label hachama, deux ans et demi après le premier album du groupe, Warugaki 1 (entre-temps est sortie en 2012 sa compilation Best Album Kanzenban 1). Il est entièrement écrit, composé et produit par Tsunku. Il sort aussi dans une édition limitée avec une pochette différente et contenant un DVD en supplément avec des clips vidéos. Il atteint la 13e place du classement des ventes de l'Oricon, et reste classé pendant trois semaines.
L'album contient dix titres, dont trois déjà parus en "face A" des trois derniers singles du groupe : Suki yo, Junjō Hankōki et Samui ne sortis en 2012, et Tabidachi no Haru ga Kita sorti deux mois auparavant ; les chansons des sept singles les précédents, sortis après le premier album, ont figuré sur la compilation S/mileage Best Album Kanzenban 1 et ne sont donc pas reprises ici. Le DVD contient des versions alternatives des clips des deux derniers singles, et des versions interprétées en solo par chacune des membres de l'une des autres chansons de l'album.
C'est le dernier album que sort le groupe sous le nom S/mileage, avant son changement de nom pour Angerme en 2015. Deux des nouvelles chansons de l'album (Watashi no Kokoro et Yûgure Koi no Jikan) figureront d'ailleurs sur le premier album attribué à Angerme en 2015 : la compilation S/mileage / Angerme Selection Album "Taiki Bansei".

## Formation
Membres du groupe créditées sur l'album :
- Ayaka Wada
- Kanon Fukuda
- Kana Nakanishi
- Akari Takeuchi
- Rina Katsuta
- Meimi Tamura

## Titres
CD
1. Shin Nihon no Susume! (新・日本のすすめ！?)
2. Tabidachi no Haru ga Kita (旅立ちの春が来た?)
3. Otona no Tochû (大人の途中?)
4. Tenshinranman (天真爛漫?)
5. Suki yo, Junjō Hankōki. (好きよ、純情反抗期。?)
6. Watashi no Kokoro (私の心?)
7. Yûgure Koi no Jikan (夕暮れ 恋の時間?)
8. Nee Senpai (ねぇ 先輩?)
9. Sayonara Sayonara Sayonara (さよなら さよなら さよなら?)
10. Samui ne. (寒いね。?)

DVD de l'édition limitée
1. Samui ne. (Close-up Ver.II) (寒いね。...?)
2. Tabidachi no Haru ga Kita (Another Ver.) (旅立ちの春が来た...?)
3. Tabidachi no Haru ga Kita (Dance Shot Ver.II) (旅立ちの春が来た...?)
4. Yûgure Koi no Jikan (Wada Ayaka Solo Ver.) (夕暮れ 恋の時間（和田彩花Solo Ver.）?)
5. Yûgure Koi no Jikan (Fukuda Kanon Solo Ver.) (夕暮れ 恋の時間（福田花音Solo Ver.）?)
6. Yûgure Koi no Jikan (Nakanishi Kana Solo Ver.) (夕暮れ 恋の時間（中西香菜Solo Ver.）?)
7. Yûgure Koi no Jikan (Takeuchi Akari Solo Ver.) (夕暮れ 恋の時間（竹内朱莉Solo Ver.）?)
8. Yûgure Koi no Jikan (Katsuta Rina Solo Ver.) (夕暮れ 恋の時間（勝田里奈Solo Ver.）?)
9. Yûgure Koi no Jikan (Tamura Meimi Solo Ver.) (夕暮れ 恋の時間（田村芽実Solo Ver.）?)
10. Album Making Eizô (アルバムメイキング映像?)